# Редингс Мил (Мисури)
Редингс Мил (енгл. Redings Mill) град је у америчкој савезној држави Мисури.

## Демографија
По попису из 2010. године број становника је 151, што је 8 (-5,0%) становника мање него 2000. године.
| Група             | 2000.       | 2010.       |
| Белци             | 142 (89,3%) | 145 (96,0%) |
| Афроамериканци    | 0 (0,0%)    | 1 (0,7%)    |
| Азијати           | 0 (0,0%)    | 0 (0,0%)    |
| Хиспаноамериканци | 3 (1,9%)    | 3 (2,0%)    |
| Укупно            | 159         | 151         |